# Vision Apartments
Vision Apartments es un rascacielos residencial situado en Melbourne, Victoria, Australia. A fecha de 2018, es el octavo edificio más alto de Melbourne.

## Historia

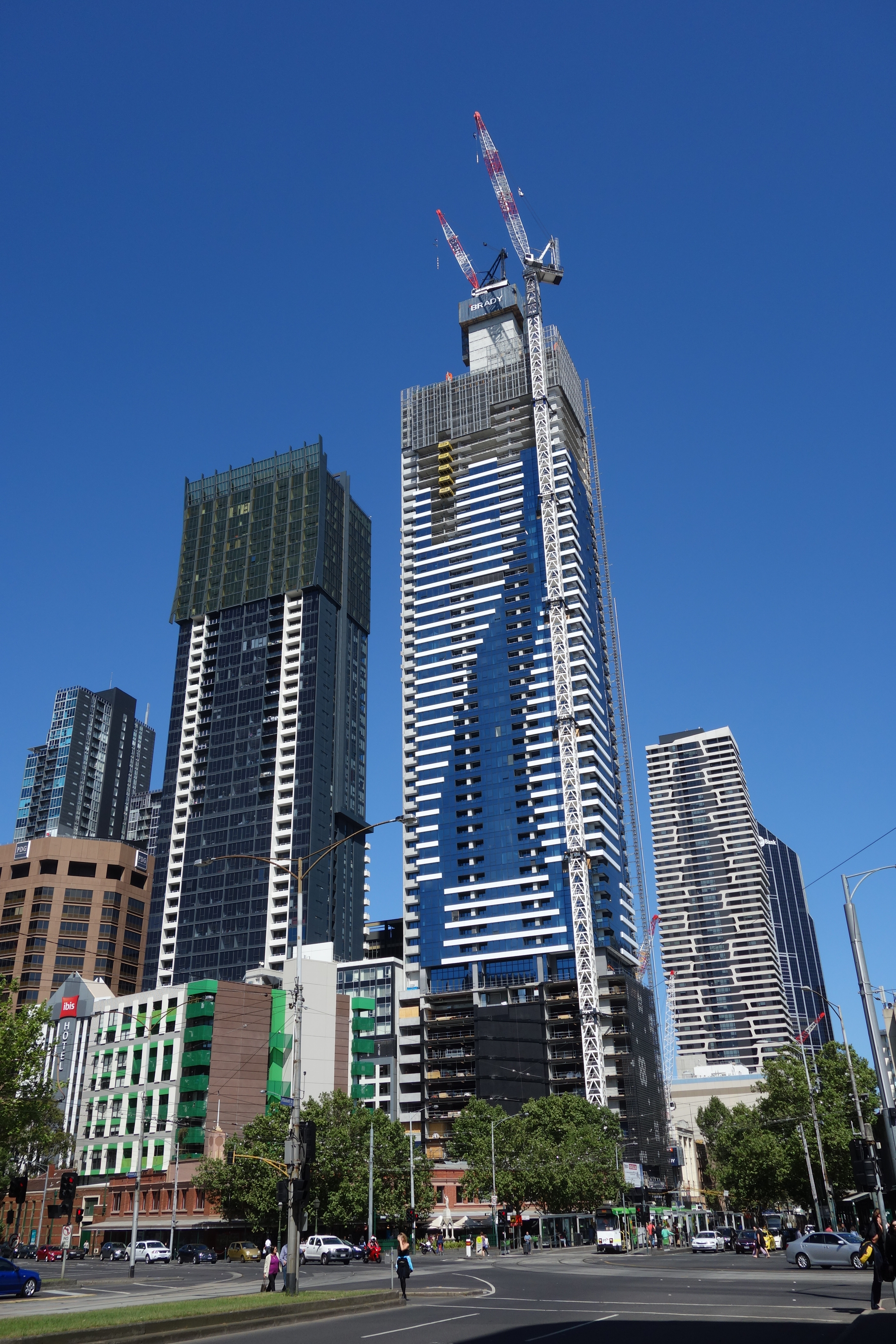
Vision en construcción en octubre de 2015.

A principios de 2009, el Brady Group propuso construir un rascacielos residencial en una parcela adyacente al aparcamiento del Queen Victoria Market. La parcela tenía 1030 m² y había albergado previamente un hotel de ciento cincuenta años de antigüedad, y fue comprada en una subasta por 11,8 millones de dólares por la promotora en 2008. Tras cambios menores en el diseño, The Brady Group retomó oficialmente el proyecto en 2011, año en el que presentó la propuesta de un rascacielos residencial que alcanzaría los 223 m de altura y tendría más de quinientos apartamentos distribuidos en 69 plantas, además de tres sótanos.
El proyecto fue aprobado en noviembre de 2012 por el entonces ministro de urbanismo Matthew Guy. La construcción del edificio, que costó 400–500 millones de dólares, empezó en octubre de 2013, y se estimó que se finalizaría a mediados de 2016. Durante su construcción, el Ayuntamiento de Melbourne descubrió que no se habían construido dos de los tres sótanos de aparcamiento, a pesar de estar presentes en el proyecto de 2011 del edificio; no obstante, la promotora había presentado modificaciones menores de planificación al ministro Guy para reflejar que no se habían construido estas dos plantas. En julio de 2016, el rascacielos fue coronado, y se completó unos pocos meses después.
Vision Apartments es actualmente el segundo edificio residencial más alto del Hoddle Grid de Melbourne (ligeramente más bajo que 568 Collins Street), y el octavo edificio más alto de Melbourne.